# Michael Novy
Pour les articles homonymes, voir Novy.
Michael Novy est un bodyboardeur australien originaire de North Avoca. Il participe à l'IBA World Tour 2011.